# Kleine Baumratte
Die Kleine Baumratte (Chiruromys vates) gehört zur Nagetiergattung Chiruromys, die endemisch auf der Insel Neuguinea ist. Das Tier lebt in den Flachland- und Hügelregenwäldern in der südlichen Hälfte von Papua-Neuguinea im Süden der Zentral-Kordillere. Wie alle Vertreter dieser Gattung ist sie an eine arboreale Lebensweise angepasst. 

## Merkmale
Die Kleine Baumratte hat spitze Ohren und ein rötliches Fell, im Gegensatz zur Großen Baumratte und zur Breitkopfbaumratte, die durch runde Ohren und ein bräunliches beziehungsweise gräuliches Fell charakterisiert sind. Die Kopf-Rumpflänge beträgt 84,5 bis 126 mm, die Schwanzlänge 128 bis 183 mm, die Hinterfußlänge 22,5 bis 26 mm, die Ohrenlänge 13,5 bis 19 mm und das Gewicht 23 bis 68 Gramm.

## Weblink
- Chiruromys vates in der Roten Liste gefährdeter Arten der IUCN 2013.2. Eingestellt von: Leary, T., Singadan, R., Menzies, J., Helgen, K., Allison, A., James, R. & Aplin, K., 2008. Abgerufen am 31. Dezember 2013.